# Drago Trumbetaš
Drago Trumbetaš (* 28. Dezember 1937 in Velika Mlaka bei Zagreb; † 29. April 2018 in Velika Gorica), auch Dragutin, war ein deutscher Maler, Graphiker, Dramatiker, Lyriker und Romanautor kroatischer Herkunft.
Ab 1953 schrieb Trumbetaš Prosa und Gedichte. Seine Zeichnungen dienten auch für verschiedene Buchillustrationen. In den 1960er Jahren reiste Trumbetaš als Gastarbeiter in die Bundesrepublik Deutschland ein. Ab 1966 lebte er – mit Unterbrechungen – in Frankfurt am Main.

## Ausstellungen
- mehrere Ausstellungsteilnahmen im In- und Ausland.
- 1997: erste große retrospektive Ausstellung; Museum für zeitgenössische Kunst.Zagreb
- 22. November bis 11. Dezember 2003: im Rahmen „Vom Balkan bis zum Baltikum“, Kroatisches Generalkonsulat in Stuttgart-Bad Cannstatt[3]
- 2013: Dragutin Trumbetaš: Gastarbeiter in Frankfurt, Historisches Museum Frankfurt am Main.[4]

## Veröffentlichungen
- Gastarbeiter, Frankfurt/Main: Büchergilde Gutenberg, 1977, ISBN 3-7632-2071-2
- Gastarbeiter-Gedichte : 1969 - 1980 (O: Gastarbeiterske pjesme), 1995
- Sabrana djela = Gesammelte Werke